# Алга (Акмолинская область)
Алга (каз. Алға) — село в Енбекшильдерском районе Акмолинской области Казахстана. Входит в состав Валихановского сельского округа. Код КАТО — 114545300.

## География
Село расположено возле озера, в восточной части района, на расстоянии примерно 65 километров (по прямой) к востоку от административного центра района — города Степняк, в 10 километрах к западу от административного центра сельского округа — села Валиханово.
Абсолютная высота — 221 метров над уровнем моря.
Ближайшие населённые пункты: село Валиханово — на востоке, село Актас — на западе.

## Население
В 1989 году население села составляло 278 человек (из них казахи — 100 %).
В 1999 году население села составляло 173 человека (88 мужчин и 85 женщин). По данным переписи 2009 года, в селе проживал 141 человек (75 мужчин и 66 женщин).
| Численность населения | Численность населения | Численность населения |
| 1989                  | 1999                  | 2009                  |
| --------------------- | --------------------- | --------------------- |
| 278                   | ↘173                  | ↘141                  |

## Улицы[5]
- ул. Абылай хана
- ул. Канай би